# Boston Marathon 1960
De Boston Marathon 1960 werd gelopen op dinsdag 19 april 1960. Het was de 64e editie van deze marathon.
De Fin Paavo Kotila kwam als eerste over de streep in 2:20.54.
In totaal finishten er 83 marathonlopers. Aan deze wedstrijd mochten geen vrouwen deelnemen.

## Uitslag
| rang   | naam              | land | tijd    |
| ------ | ----------------- | ---- | ------- |
| Goud   | Paavo Kotila      | FIN  | 2:20.54 |
| Zilver | Gordon McKenzie   | USA  | 2:22.18 |
| Brons  | Jim Green         | USA  | 2:23.37 |
| 4      | Al Confalone      | USA  | 2:26.30 |
| 5      | Veikko Koivumaki  | FIN  | 2:28.30 |
| 6      | Alex Breckenridge | USA  | 2:28.44 |
| 7      | Robert Carman     | USA  | 2:29.06 |
| 8      | Robert Cons       | USA  | 2:30.39 |
| 9      | Thomas C. Ryan    | USA  | 2:32.49 |
| 10     | Robert Drake      | USA  | 2:34.12 |

1897 ·
1898 ·
1899 ·
1900 ·
1901 ·
1902 ·
1903 ·
1904 ·
1905 ·
1906 ·
1907 ·
1908 ·
1909 ·
1910 ·
1911 ·
1912 ·
1913 ·
1914 ·
1915 ·
1916 ·
1917 ·
1918 ·
1919 ·
1920 ·
1921 ·
1922 ·
1923 ·
1924 ·
1925 ·
1926 ·
1927 ·
1928 ·
1929 ·
1930 ·
1931 ·
1932 ·
1933 ·
1934 ·
1935 ·
1936 ·
1937 ·
1938 ·
1939 ·
1940 ·
1941 ·
1942 ·
1943 ·
1944 ·
1945 ·
1946 ·
1947 ·
1948 ·
1949 ·
1950 ·
1951 ·
1952 ·
1953 ·
1954 ·
1955 ·
1956 ·
1957 ·
1958 ·
1959 ·
1960 ·
1961 ·
1962 ·
1963 ·
1964 ·
1965 ·
1966 ·
1967 ·
1968 ·
1969 ·
1970 ·
1971 ·
1972 ·
1973 ·
1974 ·
1975 ·
1976 ·
1977 ·
1978 ·
1979 ·
1980 ·
1981 ·
1982 ·
1983 ·
1984 ·
1985 ·
1986 ·
1987 ·
1988 ·
1989 ·
1990 ·
1991 ·
1992 ·
1993 ·
1994 ·
1995 ·
1996 ·
1997 ·
1998 ·
1999 ·
2000 ·
2001 ·
2002 ·
2003 ·
2004 ·
2005 ·
2006 ·
2007 ·
2008 ·
2009 ·
2010 ·
2011 ·
2012 ·
2013 ·
2014 ·
2015 ·
2016 ·
2017 ·
2018 ·
2019 ·
2020 ·
2021 ·
2022